# Stenodynerus gemellus
Stenodynerus gemellus är en stekelart som först beskrevs av Brethes 1906.  Stenodynerus gemellus ingår i släktet smalgetingar, och familjen Eumenidae. Inga underarter finns listade i Catalogue of Life.